# Anthony (Schiff, 1930)
HMS Anthony (H40) war ein Zerstörer der A-Klasse der britischen Royal Navy, der von 1930 bis 1947 eingesetzt wurde. Im Zweiten Weltkrieg wurde der Zerstörer mit den Battle Honours „Dunkirk 1940“, „Bismarck action 1941“, „Diego Suarez 1942“, „Atlantic 1940–44“ und „English Channel 1944–45“ ausgezeichnet.
Der Zerstörer überstand den Zweiten Weltkrieg und wurde 1948 zum Abbruch verkauft.

## Geschichte
Für die geplanten neuen Zerstörer der Royal Navy bestellte diese mit der Ambuscade und der Amazon zwei Prototypen, die vor dem Sommer 1927 fertig und getestet wurden. Die Erfahrungen mit diesen Zerstörern flossen in die Planung und den Bau der im März 1928 bestellten ersten neuen Zerstörerserie die Royal Navy nach dem Ersten Weltkrieg, die A-Klasse mit einem Flottillenführer und acht Zerstörern, ein. Der Auftrag für zwei Zerstörer erging an die Werft Scotts Shipbuilding and Engineering Company in Greenock. Die seit 1711 bestehende schottische Schiffbaufirma hatte im Herbst 1914 im Rahmen der Kriegsprogramme von der Royal Navy erstmals Aufträge für Zerstörer der Admiralty M-Klasse erhalten und dann zwischen Februar 1916 (Obedient) und Oktober 1919 (Sturdy) fünfzehn Zerstörer verschiedener Klassen fertiggestellt.
Die Kiellegung der beiden Neubauten mit den Baunummern 538/539 erfolgte am 30. Juli 1928. Die dritte Anthony der Royal Navy lief als erster der beiden bei Scott´s zu fertigenden Zerstörer und als erster der Klasse am 24. April 1929 vom Stapel. Der Stapellauf des Schwesterschiffs von derselben Werft, der Ardent, erfolgte zwei Monate später. In Dienst gestellt wurde Anthony am 14. Februar 1930 als drittes Schiff der Klasse.

### Einsatzgeschichte
HMS Anthony bildete zunächst gemeinsam mit den anderen Schiffen dieser Baureihe die „3rd Destroyer Flotilla“, die der britischen Mittelmeerflotte zugeordnet war. Mit ihrem Leader Codrington ersetzten die acht Zerstörer der A-Klasse 1930 in dieser Flottille acht Zerstörer der V- und W-Klasse, die dort seit 1921 eingesetzt waren, und ihren Leader Keppel. Bis 1937 blieben Anthony und die anderen Einheiten der A-Klasse im Mittelmeer bei der 3. Flottille und wurden dann durch die neueren Zerstörer der I-Klasse ersetzt. Anthony kam im März 1937 zur Reserve in der Nore  und wurde nach zwölf Monaten für die dortige Local Flotilla wieder aktiviert. ZU dieser Flottille am Osteingang zum Ärmelkanal traten 1939 vor dem Kriegsausbruch noch die Boadicea und die Blanche.

### Kriegseinsätze
Bei Kriegsbeginn wurde das Schiff bei der in Portland neugebildeten 18. Flottille im Ärmelkanal eingesetzt, zu der im Kriegsfall die Zerstörer der A-Klasse treten sollten. Allerdings ließ die Kriegslage Einsätze der Zerstörer in größeren Verbänden kaum zu, so dass der Zugehörigkeit zu bestimmten Flottillen weniger Bedeutung zukam. Zu den Aufgaben gehörte die Sicherung von Geleitzügen in diesem Bereich, wozu insbesondere auch die Truppentransporte nach Frankreich zu rechnen waren.
Im Frühjahr und Sommer 1940 verblieb der Zerstörer im Kanal. Während des deutschen Angriffs auf Norwegen (Unternehmen Weserübung) war er nicht einsatzbereit, aber er evakuierte Ende Mai 1940 gemeinsam mit vielen anderen Schiffen die um Dünkirchen eingekesselten alliierten Truppen (Operation Dynamo). Anthony konnte über 3000 Soldaten nach England zurückbringen und fiel am 30. Mai durch Beschädigungen durch einen Bombennahtreffer aus. Nach der Reparatur blieb das Schiff bei der 16. Zerstörerflottille in Harwich.

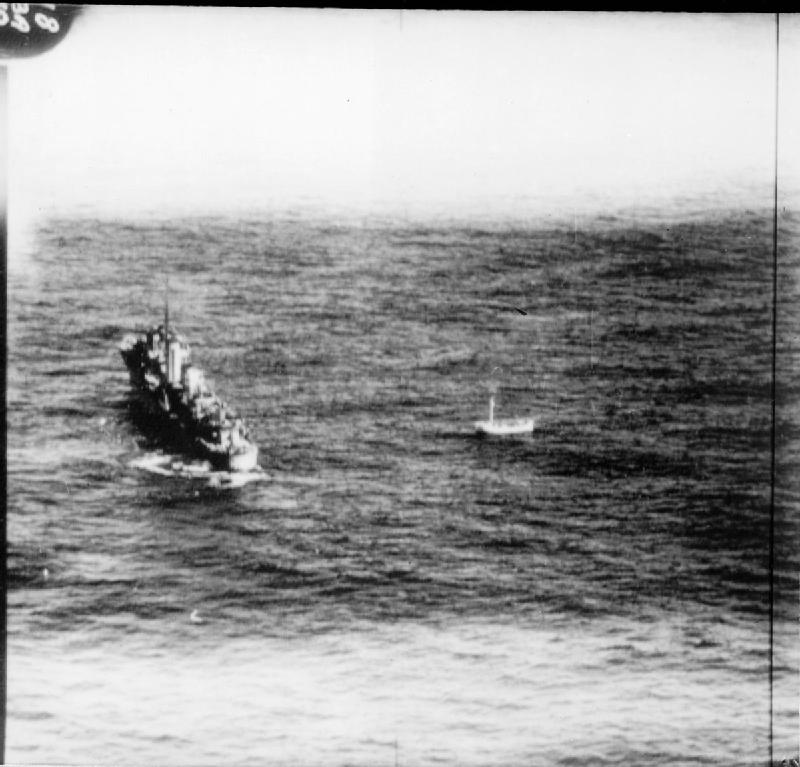
Die HMS Anthony neben einem Rettungsboot der City of Benares

Nach ersten Einsätzen in der Konvoisicherung zu den britischen Inseln im August 1940 verlegte der Zerstörer im September zur 12. Zerstörerflottille nach Greenock, um zu Konvoisicherung auf den North Western Approaches eingesetzt zu werden. Am 26. September 1940 rettete Anthony 45 Überlebende aus einem Rettungsboot der City of Benares, einem britischen Passagierschiff, das am 18. September von dem deutschen U-Boot U 48 versenkt worden war. Das Boot war weit abgetrieben und erst nach acht Tagen gefunden worden. Unter den Geretteten befanden sich sechs Kinder.
Im Mai 1941 war das Schiff an der Suche nach dem deutschen Schlachtschiff Bismarck und dem Schweren Kreuzer Prinz Eugen beteiligt, die in den Atlantik ausbrechen wollten (Unternehmen Rheinübung). Sie gehörte zum Verband von Admiral Lancelot Holland, der mit dem Schlachtkreuzer Hood und dem neuen Schlachtschiff Prince of Wales von Scapa Flow ins Seegebiet südlich von Island marschiert war, um den deutschen Verband abzufangen. Sichern sollten diesen Verband
die sechs Zerstörer Electra, Echo, Icarus, Achates, Antelope und der Anthony. Da diese bei den Seebedingungen den schweren Schiffen nicht mehr folgen konnten, wurden sie etwa zwei Stunden vor dem Gefecht in der Dänemarkstrasse zum Auftanken nach Island entlassen. Die Anthony  war so, wie die anderen Zerstörer, beim Untergang der Hood am 24. Mai 1941 nicht auf dem Gefechtsfeld. Nur die Electra suchte die Untergangsstelle noch ab und konnte einen Überlebenden retten. Die Zerstörer begleiteten die beschädigte Prince of Wales nach Island und wurden dann dem Flugzeugträger Victorious als Sicherung zugeteilt.
Im Juli rettete die Anthony ihr Schwesterschiff  Achates, das nach einem Maschinenausfall in ein britisches Minenfeld getrieben war und einen Minentreffer erhalten hatte, wodurch es Teile des Vorschiffs verlor. Durch den Minentreffer starben 63 Besatzungsangehörige der Achates, weitere 25 wurden verletzt. Anthony schleppte die Achates nach Island, wo eine Notreparatur stattfand. Im August versuchte ein Schlepper, gesichert durch die Anthony, den Havaristen nach Schottland zu bringen. Der Verband musste bei schwerem Wetter die Faroer anlaufen, da die Achates zu sinken drohte.
Anfang 1942 wurde Anthony kurzzeitig der Force H zugewiesen, die in den vorhergehenden Monaten deutliche Verluste erlitten hatte. Der Zerstörer diente als Eskorte für Flugzeugträger, von denen Jagdflugzeuge nach Malta geflogen wurden, und für Konvois, die meist Kriegsmaterial für die britischen Truppen in Nordafrika und Versorgungsgüter für Malta transportierten.
Bei den Landungsoperationen alliierter Truppen auf Madagaskar (Operation Ironclad) im März 1942 war das Schiff mit dem Geleitschutz der eingesetzten Schlachtschiffe und Flugzeugträger betraut; außerdem wurde es auch zu kleineren Landungsunternehmen hinter den feindlichen Linien herangezogen.
In den folgenden Kriegsmonaten wurde Anthony zur Sicherung von Geleitzügen im Nordatlantik eingesetzt. Die U-Boot-Abwehr- und Flugabwehr-Bewaffnung wurde zu diesem Zweck zulasten der Hauptgeschütze und eines Torpedorohrsatzes verstärkt. In dieser Zeit war der Zerstörer am 26. Februar 1944 mit dem Zerstörer Wishart und Flugzeugen an der Versenkung des deutschen U-Bootes U 761 in der Straße von Gibraltar beteiligt.
Im Sommer 1944, nach der Landung in der Normandie, geleitete der Zerstörer dann Transporte über den Ärmelkanal. Bei einem dieser Geleite, bei dem auch HMS Brilliant beteiligt war, sank am 24. Dezember 1944 der von U 486 torpedierte Truppentransporter Leopoldville vor Cherbourg. 819 Mann verloren ihr Leben beim Untergang des Transporters.
Nach dem Kriegsende wurde das Schiff als Zielschiff für Marineflieger verwendet. Im August 1947 wurde HMS Anthony aus der Liste der aktiven Schiffe gestrichen und 1949 dann verschrottet.